# Guerra danese-svedese del 1808-1809
La guerra danese-svedese del 1808-1809 fu combattuta negli anni 1808 e 1809 fra lo stato della Danimarca-Norvegia, che le diede inizio, e la Svezia. Scopo immediato della Danimarca-Norvegia era il rientro in possesso del territorio della provincia della Scania, passata alla Svezia nel 1658 con la pace di Roskilde. La Svezia invece puntava all'occupazione della Norvegia ed alla eliminazione dei diritti di transito navale nell'Øresund, richiesti dalla Danimarca. Questa guerra si sovrapponeva alla guerra russo-svedese ed a quella fra Danimarca e Gran Bretagna.
La guerra si concluse senza mutamenti territoriali, con una conferma dello status quo ante bellum.

## Antefatti
Poiché la Svezia si trovava in guerra con la Francia e la Danimarca-Norvegia era alleata con Napoleone I, la parte danese si aspettava una revoca dei trattati di pace di Brömsebro (1645) e di Roskilde (1658). Si riteneva di rioccupare facilmente i territori perduti centocinquant'anni prima, considerato che in quel momento la Svezia era anche impegnata in una guerra contro la Russia. Il 14 marzo del 1808 un ministro danese consegnò a Stoccolma la dichiarazione di guerra alla Svezia. Il re svedese Gustavo IV Adolfo rispose, che egli stesso progettava della Sjælland (questo progetto tuttavia, a quel momento, era solo sulla carta).

## Eserciti coinvolti

### Armata franco-danese
Napoleone pensava inizialmente di rafforzare la Danimarca-Norvegia con una consistente Armata. Questa era condotta dal generale francese Bernadotte (futuro re di Svezia con il nome di Giovanni Carlo XIV) e consisteva di 45 000 uomini, di cui 12 500 francesi, 14 000 spagnoli, 6 000 olandesi ed una riserva di 12 500 soldati danesi: insieme alle truppe danesi-norvegesi, l'intero esercito schierato con Danimarca-Norvegia contava 81 000 uomini. La Francia pose anche la condizione che il suo esercito stesse sotto la guida francese. Il 5 giugno 1808 Bernadotte s'incamminò con le sue truppe verso la Danimarca, ma poco dopo Napoleone ne ordinò il rientro ed i danesi rimasero così abbandonati.

### Esercito norvegese
L'esercito norvegese contava all'incirca 36 000 uomini, però solo 5 000 poterono essere impiegati per un attacco alla Svezia. Queste formazioni soffrivano di mancanza di rifornimenti ed anche il loro addestramento era cattivo. Poiché la maggior parte delle unità combattenti erano impegnate in una difesa delle coste contro un paventato attacco delle forze del Regno Unito, l'invasione norvegese della Svezia, affidata al principe Cristiano Augusto di Augustenburg, non ebbe di fatto mai inizio. Al contrario, gli svedesi tentarono di conquistare il territorio norvegese.

### Armata svedese
L'Armata svedese consisteva in 23 000 uomini: 7 000 in Scania sotto il comando di Johan Christopher Toll, 14 000 sui confini norvegesi sotto il generale Gustaf Mauritz Armfelt e 2 000 in Norrland al comando di Johan Bergenstråhle. Tutte queste unità erano ben equipaggiate ed armate e ben addestrate.

## La guerra

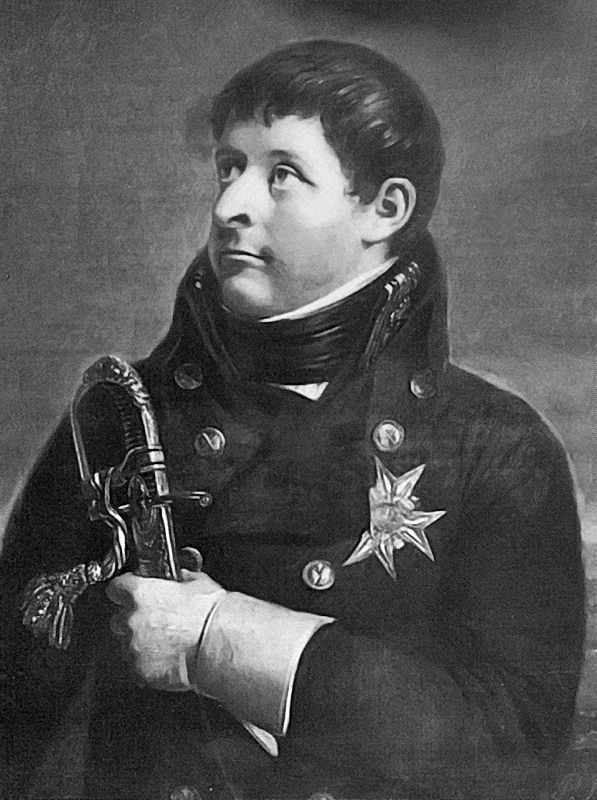
Principe Cristiano Augusto di Augustenburg.

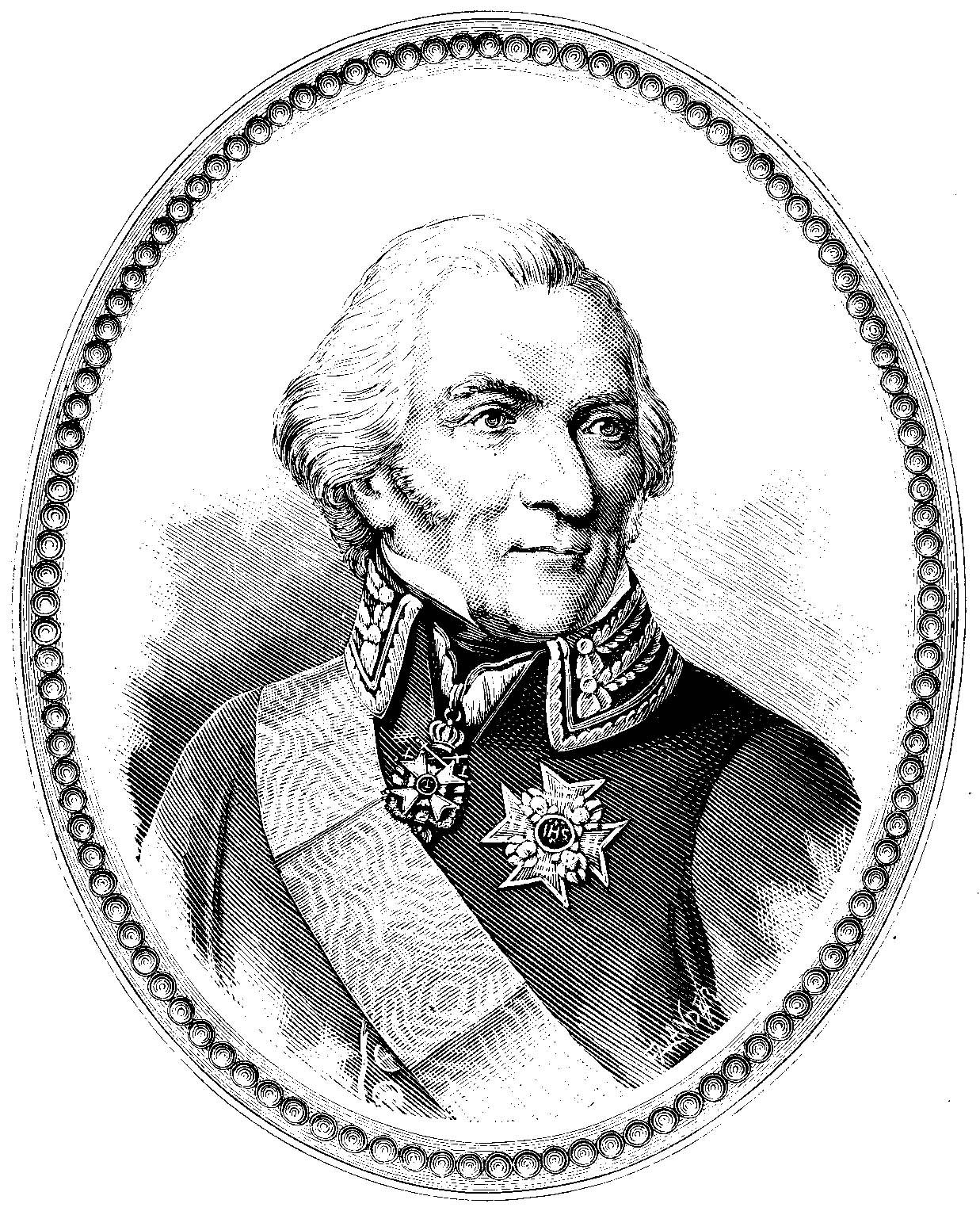
Johan Christopher Toll.

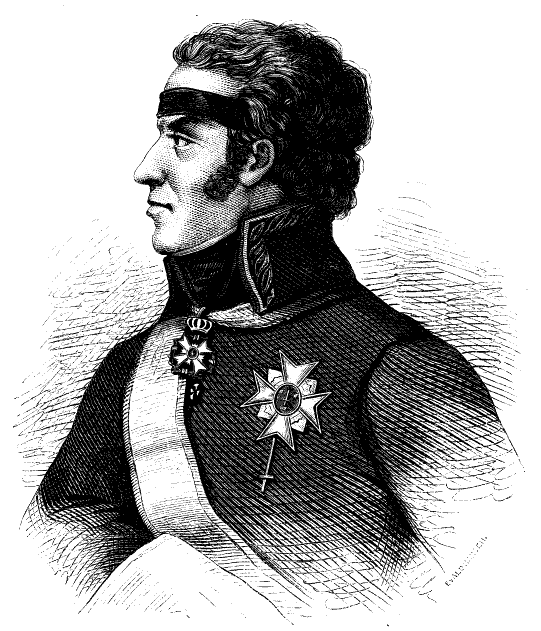
Georg Carl von Döbeln.

### 1808
Il 1º aprile 1808 Johan Bergenstråhle con le sue truppe si diresse dalla provincia di Jämtland verso la Norvegia, però venne respinto e dovette ritirarsi verso Sundsvall. Il principe Cristiano Augusto di Augustemburg non si sentiva ancora pronto al previsto attacco alla Scandia ed attendeva l'attacco svedese.
Il 13 aprile 8 000 svedesi, al comando di Gustaf Armfelt irruppero in Norvegia presso la località di Lier, circa 10 km a sud di Kongsvinger, ove ebbe luogo la prima battaglia. Essa si concluse con una vittoria svedese e poco dopo Armfeldt poté occupare altre località della Norvegia, ma fallì l'attacco alla Fortezza di Fredriksten.
Il contrattacco del principe Cristiano Augusto di Augustenburg condusse alla battaglia di Trangen, che vide la vittoria norvegese il 25 aprile 1808 e l'arretramento degli svedesi, che tuttavia si stabilirono ancora in territorio norvegese.
All'inizio di maggio gli svedesi attendevano l'aiuto di una flotta britannica di 140 navi con 11 000 uomini al comando del generale John Moore. Durante lo sbarco di questi a Göteborg Moore ed il re Gustavo Adolfo litigarono, cosicché il primo se ne tornò indietro con le sue navi e truppe il 3 giugno.
Già alla fine di aprile una flotta danese di 27 navi, comandata dal capitano Motzfeldt e diretta a Strömstad, ove venne respinta con gravi perdite da cinque navi svedesi al comando di G.H. Nordberg.
Quasi contemporaneamente un'unità svedese forte di 5 700 uomini al comando di Eberhard von Vegesack fallì un altro tentativo di occupare la fortezza di Fredriksten. A quel punto Gustaf Armfeldt abbandonò la Norvegia con la maggior parte delle sue truppe.
Il principe Cristiano Augusto vide ora un'occasione ed attaccò la località di Prestebakke, ove stazionavano solo 420 soldati svedesi. Dopo un violento combattimento, nel quale persero la vita 40 svedesi e 11 norvegesi, 360 svedesi furono catturati come prigionieri insieme al loro comandante, maggiore Lars Jacob von Knorring. Dopo la liberazione ed il ritorno in Svezia, Lars Jacob von Knorring venne sospeso e condannato ad una sanzione pecuniaria di 160 talleri. Già quattro giorni dopo però, unità speciali dell'esercito svedese rioccuparono la località.
Un'altra sconfitta ebbe luogo il 16 agosto alla fortezza di Hjerpe, vicino a Järpen, nella Jämtland: gli attaccanti norvegesi furono respinti. In autunno ed in inverno, a parte una battaglia presso Berby, vicino a Prestebakke in norvegia, nella quale persero la vita da entrambe le parti circa 50 uomini, non vi furono altri combattimenti. Infine, il 7 dicembre, venne siglato un armistizio.

### 1809
I primi mesi per l'esercito norvegese furono segnati dalla mancanza di vettovaglie e di altri beni di necessità. La Gran Bretagna bloccò i porti norvegesi ed il principe Cristiano Augusto di Augustenburg non poté dar corso alla offensiva che aveva pianificato. Anche gli Svedesi attesero, concentrandosi sulla guerra in Finlandia. A causa delle perdite territoriali che la Svezia stava subendo ad opera dei russi, re Gustavo IV Adolfo venne destituito il 13 marzo. Tra i candidati a prenderne il posto, vi era anche il principe Cristiano Augusto di Augustenburg, che perciò ritirò il suo esercito dalla Svezia.
In estate Cristiano Augusto però venne mandato all'attacco dal re di Danimarca e Norvegia, Federico VI. Poiché non pareva realizzabile un'invasione della Scania, ci si concentrò sui territori norvegesi che la Svezia nel 1648 aveva preteso con la pace di Brömsebro, prevalentemente le province di Jämtland e di Härjedalen. Questi sforzi furono stimolati anche dai successi russi in Finlandia, che da questi era stata ormai quasi interamente occupata, e il cui esercito stava ormai in Norrland. Federico ritenne che alleandosi con la Russia avrebbe avuto maggiori probabilità di successo contro la Svezia.
Il principe Cristiano Augusto modificò contro voglia i piani di Federico, posto per questo sotto pressione. Il 2 luglio egli diede ordine di attaccare la provincia dello Jämtland da Trondheim in là. Un'unità di 1 800 uomini, al comando del maggior generale von Krogh marciò il 10 luglio attraversando il confine. Gli svedesi raccolsero numerosi gruppi, sotto la guida di Georg Carl von Döbeln, per difendere la provincia.
Le truppe norvegesi conquistarono il 16 luglio la fortezza di Hjerpe, che tuttavia perdettero pochi giorni dopo. Successivamente vennero occupate le località di Mörsil e Mattmar in Jämtland.
Contemporaneamente si sparse la voce fra le truppe di Krogh, che gli svedesi avevano firmato un armistizio con i russi. Il generale von Krogh spostò le sue truppe da Jämtland ad Härjedalen. Il 24 luglio le truppe svedesi di von Döbeln si accrebbero di 900 unità, il che consentì un attacco contro i norvegesi, che furono costretti alla ritirata. Il conseguente armistizio impose ai norvegesi di lasciare la Svezia entro il 3 agosto, cosa che avvenne.
L'estensione del blocco navale britannico alla Danimarca-Norvegia si rese subito evidente, specialmente riguardo alla mancanza di vettovagliamento per le truppe. Il governo temette sempre più un'invasione anglo-svedese della Norvegia e decise perciò d'intavolare negoziati di pace, che ebbero inizio in novembre. Rappresentante della parte danese fu Nils Rosenkrantz, mentre da parte svedese i negoziati erano affidati all'ambasciatore a Londra, Carl Gustaf Adlerberg. Il 10 dicembre 1809 venne firmato a Jönköping il trattato di pace: esso lasciava immutati i confini fra i due stati belligeranti.